# Coleophora judaica
Coleophora judaica é uma espécie de mariposa do gênero Coleophora pertencente à família Coleophoridae.